# Palavakkam
Palavakkam är en del av en befolkad plats i Indien.   Den ligger i distriktet Kancheepuram och delstaten Tamil Nadu, i den södra delen av landet, 1 800 km söder om huvudstaden New Delhi. Palavakkam ligger 8 meter över havet och antalet invånare är 14 369.
Terrängen runt Palavakkam är mycket platt. Havet är nära Palavakkam åt sydost.  Närmaste större samhälle är Madras, 15,1 km norr om Palavakkam.